# Sainte-Foy-Tarentaise
Sainte-Foy-Tarentaise è un comune francese di 707 abitanti situato nel dipartimento della Savoia della regione dell'Alvernia-Rodano-Alpi.

## Società

### Evoluzione demografica
Abitanti censiti